# AH Cephei
AH Cephei (AH Cep / HD 216014 / HIP 112562 / SAO 20247) es una estrella variable de magnitud aparente media +6,88.
Se encuentra a 2240 años luz del sistema solar —si bien el error en la distancia supera el 10%— en dirección a la constelación de Cefeo.
AH Cephei es una binaria eclipsante formada por dos estrellas calientes y masivas, ambas de tipo espectral B0.5Vn.
Muy parecidas, pero no idénticas, la componente principal tiene una temperatura efectiva de 29.900 K y es 28.900 veces más luminosa que el Sol.
Tiene una masa de 15,3 masas solares y un radio 6,3 veces más grande que el del Sol.
La estrella acompañante tiene una temperatura de 28.600 K y es ligeramente menos luminosa, pero 20,500 veces más que el Sol.
Su masa es de 13,4 masas solares y su radio es 5,8 veces más grande que el radio solar.
Ambas giran rápidamente sobre sí mismas con una velocidad de rotación proyectada de 185 km/s.
La edad del sistema se estima en 5 millones de años.
El período orbital del sistema es de 1,7747 días. En el eclipse principal, el brillo de la estrella disminuye 0,29 magnitudes y en el eclipse secundario el descenso de brillo es de 0,25 magnitudes.
El semieje mayor de la órbita es de 0,09 UA, siendo esta circular.
No existe intercambio de materia entre componentes, por lo que no es una binaria de contacto.